# Ih-Úl járás (Hövszgöl)
Ih-Úl járás (mongol nyelven: Их-Уул сум) Mongólia Hövszgöl tartományának egyik járása. Területe 2023 km². Népessége kb. 4000 fő.
Székhelye Szelenge (Сэлэнгэ), mely 100 km-re fekszik Mörön tartományi székhelytől.